# ان‌جی‌سی ۵۵۰۰
ان‌جی‌سی ۵۵۰۰ (انگلیسی: NGC 5500) یک کهکشان بیضی شکل در صورت فلکی گاوران است.